# Elena Belci
Elena Belci-Dal Farra (Turín, 31 de mayo de 1964) es una deportista italiana que compitió en patinaje de velocidad sobre hielo.
Ganó una medalla de bronce en el Campeonato Mundial de Patinaje de Velocidad sobre Hielo en Distancia Individual de 1996, en la prueba de 5000 m. Participó en cuatro Juegos Olímpicos de Invierno, en los años 1988 y 1998, ocupando el cuarto lugar en Lillehammer 1994, en la misma prueba.

## Palmarés internacional
| Campeonato Mundial en Distancia Individual | Campeonato Mundial en Distancia Individual | Campeonato Mundial en Distancia Individual | Campeonato Mundial en Distancia Individual |
| Año                                        | Lugar                                      | Medalla                                    | Prueba                                     |
| ------------------------------------------ | ------------------------------------------ | ------------------------------------------ | ------------------------------------------ |
| 1996                                       | Hamar (Noruega)                            | Medalla de bronce                          | 5000 m                                     |